# Asterix bei den Briten (Comic)
Asterix bei den Briten (französischer Originaltitel: Astérix chez les bretons) ist der achte Band der Asterix-Reihe und erschien im Jahr 1966 auf Französisch und 1971 auf Deutsch. Er wurde von René Goscinny getextet und von Albert Uderzo gezeichnet. Die Geschichte handelt von der Reise der Titelhelden Asterix und Obelix nach Britannien, um dort einem gegen die Römer Widerstand leistendem Dorf beizustehen. Der Comic diente als Vorlage für den 1986 veröffentlichten gleichnamigen Zeichentrickfilm Asterix bei den Briten und für den 2012 veröffentlichten Realfilm Asterix & Obelix – Im Auftrag ihrer Majestät, in dem auch Elemente aus Asterix und die Normannen vorkommen.

## Handlung
Cäsars Armee greift Britannien an. Aufgrund der seltsamen Gebräuche der Briten – sie legen jeden Nachmittag um fünf Uhr sowie am Wochenende eine Pause ein – ist der Feldzug erfolgreich. Nur ein kleines Dorf leistet weiter Widerstand. Die Dorfbewohner überlegen, wie sie weiter den römischen Angriffen standhalten können. Sie beschließen, dass Teefax, ein Vetter von Asterix, nach Gallien reisen soll, um den Zaubertrank zu holen.
Teefax schleicht sich durch die römischen Linien und gelangt schließlich zum gallischen Dorf. Die Gallier beschließen ihm zu helfen, und so treten Asterix und Obelix gemeinsam mit Teefax und einem Fass Zaubertrank die Reise nach Britannien an. Nebenbei steckt Asterix noch ein paar Kräuter des Druiden ein. In Londinium geht das Fass zwei Mal verloren, einmal durch eine Razzia der Römer und dann noch durch einen Diebstahl. Obelix wird kurz darauf in den Gefängnisturm von Londinium geworfen, anschließend geraten sie auf der Suche nach dem Fass mitten in ein Rugbyspiel (bzw. eine Rugby-artige Urform des Fußballspiels). Dort finden sie das Zaubertrank-Fass wieder und versuchen nun, in das Dorf von Teefax zu gelangen. Das Fass wird jedoch durch einen Steinwurf zerstört und so kommen sie ohne Zaubertrank im Dorf an.
Asterix hat die Idee, den Briten Mut einzuflößen, indem er vorgibt, mit den mitgebrachten Kräutern selbst einen Zaubertrank zu brauen. Er wirft die Kräuter in einen Kessel heißes Wasser. Die Dorfbewohner trinken den Trank, greifen mit Unterstützung von Asterix und Obelix voller Selbstvertrauen die römische Armee an und siegen.
Asterix und Obelix kehren nach Gallien zurück. Beim anschließenden Festmahl fragt Asterix den Druiden Miraculix, was das eigentlich für Kräuter waren. Miraculix antwortet: „Tee“.

### Bezüge innerhalb der Reihe
Obelix kommt erstmals mit Wein in Kontakt, den er nicht gewohnt ist und entsprechend schnell betrunken wird. Dies geschieht nochmals in Asterix bei den Schweizern und Die Lorbeeren des Cäsar.
Asterix’ Vetter Teefax und einige der Dorfbewohner haben in Asterix auf Korsika nochmals einen Gastauftritt.

### Moderne Bezüge
Im Comic werden etliche Stereotype thematisiert, wie die britische Höflichkeit und Zurückhaltung, die Vorliebe für Rugby, Tee, Minze, das Fahren auf der linken Fahrspur, die penible Rasenpflege und Wetterverhältnisse wie häufiger Nebel und Regen.
Außerdem werden die Syntax der englischen Sprache und typische englische Ausdrücke parodiert, beispielsweise mit Sätzen wie „Es ist, ist es nicht?“ (orig. „Il est, n’est-il pas?“) von engl. „It is, isn’t it?“. Im französischen Original rührt ein Teil des Humors auch daher, dass die Briten – wie im Englischen üblich – das Adjektiv vor das Substantiv stellen, obwohl es im Französischen meist andersherum korrekt ist. In der deutschen Fassung funktioniert dieser Witz nicht, da Deutsch und Englisch hierbei den gleichen grammatischen Aufbau besitzen.
Der Turm von Londinium, in dem Obelix und Relax kurzzeitig gefangen gehalten werden, ist eine Anlehnung an den Tower of London. Die Musikantengruppe, die sie in Londinium beobachten, ist eine Karikatur der Beatles, und deren Verehrung eine Persiflage der Beatlemania. Am Ende der Geschichte, als die Römer besiegt werden, ruft Teefax „Sieg!“ und macht das Victory-Zeichen, eine Geste, die auf Winston Churchill zurückgeht.
Die blau-weißen Trikots des Teams von Camulodunum sind identisch mit den heutigen von Colchester United.
Da sie in Regen und Nebel während der Fahrt nach Britannien geraten, meint Obelix, es wäre gut, wenn es zwischen Gallien und Britannien einen Tunnel gäbe, worauf Teefax meint, ein solcher Tunnel sei bereits geplant. Dies ist eine Anspielung auf den Eurotunnel, der seit 1802 geplant, jedoch erst 1994 eröffnet wurde.

### Anspielungen auf Personen
Bei Sebigbos, dem Häuptling des Dorfes, vermuten viele eine Karikatur von Winston Churchill. Er hat jedoch mehr Ähnlichkeit mit Harold Wilson, Premierminister von Großbritannien zur Entstehungszeit der Geschichte. Caius Spiritus, Statthalter von Londinium, trägt die Züge des Schauspielers Peter Ustinov in Anspielung auf seine Rollen in den Spielfilmen Quo vadis? und Spartacus. Im Palast des Statthalters, der an den Buckingham Palace erinnert, ist eine Skulptur der Jagdgöttin Diana zu sehen, die Ähnlichkeit mit Queen Victoria aufweist.

## Comic und Historie
Obwohl Cäsar den britischen Häuptling Cassivellaunus in zwei Feldzügen 55 und 54 
 v. Chr. wirklich besiegen konnte, eroberte er England nicht, da er wegen dringender gallischer Geschäfte abreisen musste, ohne einen dauerhaften Stützpunkt zu hinterlassen. Erst zwischen 43 und 84 n. Chr. konnten die Römer Südengland erobern.
Die Briten sind im Comic Verwandte der Gallier, was historisch gesehen stimmt, da Britannien in der Antike keltisch besiedelt war. Die heutigen Engländer, die in diesem Band karikiert werden, sind jedoch keine Nachfahren dieser Kelten, sondern stammen von den Angelsachsen ab, die im Zuge der Völkerwanderung ab dem 5. Jahrhundert die Insel besiedelten. Viele der ursprünglichen Kelten wurden dabei in die Randgebiete der Insel (Wales, Cornwall, Schottland) abgedrängt, wo sich die keltischen Sprachen bis in die Gegenwart hinein erhalten haben.
London bestand bereits zur Römerzeit unter dem Namen Londinium, wurde aber erst im Jahr 47 n. Chr. gegründet, also einige Jahrzehnte nach Cäsar.
Rugby wurde erst im 19. Jahrhundert von William Webb Ellis erfunden.
Tee wurde in England erst im 17. Jahrhundert eingeführt.

## Veröffentlichung
Die Geschichte wurde ab dem 9. September 1965 in den Pilote-Ausgaben 307–334 veröffentlicht. Die Erstauflage des Buches erfolgte 1966 bei Dargaud als Band 8 der Reihe. Die deutsche Erstauflage des Buches erfolgte 1971. Mit der Neuauflage 2002 erhielt dieser Band ein neues Titelbild. Zum Filmstart von Asterix & Obelix – Im Auftrag ihrer Majestät im Jahr 2012 erhielt der Comic erneut ein neues Cover.
Der Comic bildet die Vorlage für den gleichnamigen, fünften Asterix-Zeichentrickfilm, der 1986 in Frankreich und ein Jahr später in Deutschland aufgeführt wurde. Auch dient er als Vorlage für die vierte Realverfilmung, die auch Elemente aus Asterix und die Normannen enthält.
Der Band erschien unter anderem auch auf Englisch, Spanisch, Türkisch und Koreanisch sowie in der Mundart Hamburgisch.